# Sol Sa
Sol Sa, née le 21 mars 1994 à Cheongju, est une grimpeuse sud-coréenne.

## Palmarès

### Championnats du monde
- 2018 à Innsbruck, Autriche
  -  Médaille d'argent en combiné